# Éric Denécé
Éric Denécé, né le 6 mars 1963 à Paris et mort le 9 juin 2025 à Serraval (Haute-Savoie), est un auteur, spécialiste français du renseignement et de l'intelligence économique et directeur du Centre français de recherche sur le renseignement (CF2R), think tank qu'il a fondé en 2000. Il intervenait régulièrement dans les médias.
Proche des milieux d'extrême droite et complotistes, ses prises de position favorables à la Russie de Vladimir Poutine, voire relayant ouvertement la désinformation et la propagande du Kremlin, ont été source de controverses, de même que ses prises de position concernant les Printemps arabes, la guerre civile syrienne et le conflit frontalier entre l'Arménie et l'Azerbaïdjan.

## Biographie

### Études
Éric Denécé suit des études de géographie et d'histoire des relations internationales et obtient en 1988 un doctorat en science politique de l'université Panthéon-Assas avec une thèse sur les enjeux des rivalités maritimes et politiques en Asie du Sud-Est. Il obtient l'habilitation à diriger des recherches en 2011, consacrée au renseignement, à l'université Toulouse-I-Capitole.

### Renseignement et intelligence économique
Il commence sa carrière d'officier dans le renseignement au sein de la Marine nationale, puis au secrétariat général de la Défense et de la Sécurité nationale entre 1986 et 1989,,. À la fin des années 1980, il s'engage au Cambodge pour soutenir la résistance anticommuniste.
Il exerce par la suite dans le privé et commence au sein du groupe d'exportation automobile et aéronautique Matra Défense, comme ingénieur commercial export. Il se spécialise ensuite dans l'intelligence économique et devient ainsi responsable de la communication de la société NAVFCO, filiale du groupe Défense conseil international[source insuffisante].
Au milieu des années 1990, il se rend en Birmanie, pour protéger les intérêts de Total contre la guérilla locale.
Après avoir été directeur des études du Centre d’études et de prospective stratégiques (CEPS), un think tank indépendant, il crée et dirige le cabinet d'intelligence économique ARGOS[réf. souhaitée]. Au sein d'ARGOS, il est notamment recruté en 2000 par HEC Paris pour mener une action de déstabilisation médiatique contre l'ESSEC, révélée, après n'avoir pas reçu la prime de résultat, avec son ancien associé Ali Laïdi.
Il crée et dirige ensuite le département d'intelligence économique du groupe GEOS,.
En 2015, il s’associe avec Frédéric Pierucci, ancien cadre d’Alstom détenu un temps aux États-Unis, pour développer la société Ikarian afin d’aider les entreprises françaises à faire face aux contraintes de l’application extraterritoriale du droit américain,.

### Recherche, enseignement et publications
En 1985, Éric Denécé crée la revue Renseignement et opérations spéciales aux éditions L'Harmattan. En 1999, il crée la collection « Culture du renseignement » aux mêmes éditions[réf. à confirmer].
Il dirige également les collections « Poche Espionnage » aux éditions Ouest-France (de 2011 à 2013), « CF2R » chez Ellipses (de 2002 à 2015) et « Arcana Imperii » chez VA Éditions (de 2017 à 2019)[réf. à confirmer].
Il est l'auteur de vingt-neuf ouvrages, dont certains ont été traduits en plusieurs langues[réf. à confirmer], ainsi que de nombreux articles et rapports, consacrés au renseignement, à l'intelligence économique, au terrorisme et aux opérations spéciales,. Il dirige notamment la publication d’une Histoire mondiale du renseignement en 8 tomes, dont les trois premiers sont publiés par les éditions Ellipses,,.
Il mène parallèlement une carrière dans l'enseignement. Il enseigne à l’université Bordeaux-IV Montesquieu l’étude du renseignement en France, puis à l'École de management de Bordeaux (BEM). Il enseigne également le renseignement ou l'intelligence économique dans diverses autres institutions, dont le Collège interarmées de Défense, l'École nationale d’administration, l'université de Picardie-Jules Verne, l'université Notre-Dame de Beyrouth et HEG Genève[réf. souhaitée].
En 2008, il conseille le réalisateur et scénariste du film Secret défense, de Philippe Haïm.
Il est vu par certains de ses confrères comme l'initiateur d'« une véritable culture du renseignement », en tant que vulgarisateur, sans pour autant être reconnu comme un « chercheur au sens académique ». 

### Centre français de recherche sur le renseignement (CF2R)
En 2000, il crée le Centre français de recherche sur le renseignement (CF2R), cercle de réflexion privé, dont il assure la direction, avec « pour objectif avoué de créer une culture du renseignement » dans la société française,. L'organisme, qui rassemble une vingtaine de chercheurs, est parfois présenté par la presse comme le « think tank des espions » ou un « think tank indépendant »[réf. souhaitée].
Éric Denécé rejette le premier qualificatif et parle du CF2R comme d'un « centre de recherche » qui serait financé par sa propre société, vendant des services de conseil en gestion des risques et d'analyses géopolitiques au ministère de la Défense ainsi qu'à des entreprises du CAC 40,. Pour Le Canard enchaîné en 2016, le CF2R est une « simple association loi 1901 vitrine d'une SARL, le CF2R Services, qui — ça tombe bien — conseille les entreprises sur le "risque militant et terroriste". »
Après l'invasion de l'Ukraine par la Russie en 2022, le CF2R est régulièrement qualifié de think tank « pro-Kremlin »,,,,.

### Décès
Éric Dénécé meurt aux environs du 9 juin 2025, à 62 ans, à Serraval (Haute-Savoie). Il est retrouvé deux jours plus tard par sa sœur, lorsqu'elle vient lui rendre visite et trouve la maison vide. Le corps d'Éric Denécé est découvert dans sa voiture, portière verrouillées, un fusil de chasse à proximité. La police scientifique réalise des prélèvements et une enquête est ouverte par le tribunal d'Annecy. La procureure explique que « L’hypothèse du suicide est la plus probable mais aucune thèse n’est exclue ». Elle précise qu'il s'agit de la procédure habituelle en cas de suicide présumé. 
Certains de ses proches, dont ses parents, « refusent l'idée » qu'il ait pu se donner la mort, mais admettent qu'il « traversait une mauvaise passe financière », notamment en raison des contrats perdus du fait de ses prises de position. Les sphères conspirationnistes françaises ainsi que la propagande russe affirment, sans pouvoir le prouver, qu'Éric Denécé aurait été assassiné.

## Interventions dans les médias
Cette section ne s'appuie pas, ou pas assez, sur des sources secondaires ou tertiaires indépendantes du sujet. Le texte peut contenir des analyses inexactes ou inédites de sources primaires.
Pour l'améliorer, ajoutez-en, ou placez des modèles {{Source secondaire souhaitée}} ou {{Source secondaire nécessaire}} sur les passages mal sourcés. (juin 2025)
Éric Denécé intervient régulièrement dans des médias télévisés : France 5, LCI, RMC et BFM TV ; sur différentes chaînes de radio : Radio France (dont France Inter), RTL, Sud Radio, Radio Courtoisie ou Europe 1. Il intervient également dans des médias audiovisuels comme TV Libertés, Tocsin,, CNews ainsi que sur le site d'extrême droite Riposte laïque[source insuffisante]. Enfin, il est régulièrement invité par la chaîne russe Russia Today. L'Express note sa préférence croissante au cours de sa carrière pour les médias d'extrême droite ou pro-russes.
Il est publié par plusieurs revues scientifiques : la Revue française d'administration publique en 2011, la revue de l'institut Choiseul Geoéconomie en 2013 et Sécurité globale en 2011. Il a écrit des tribunes publiées sur le site Atlantico ou par le quotidien Libération[source secondaire souhaitée]. Il intervient régulièrement dans des conférences privées, comme le Dialogue franco-russe, de Thierry Mariani.

## Prises de position

### Printemps arabes et Syrie (2011)
Après s'être rendu avec Yves Bonnet et un groupe d'experts internationaux francophones dans les pays concernés par les Printemps arabes[source insuffisante], il dirige la rédaction d'un ouvrage collectif[source insuffisante] affirmant que les différentes révolutions arabes auraient été préparées depuis longtemps avec le soutien des États-Unis. Il avance par exemple que, dès 2007-2008, de manière analogue aux révolutions de couleur, les leaders de ces mouvements assistaient à des conférences organisées par des ONG américaines, comme Freedom House, l'International Republican Institute ou Canvas, des propos repris directement par Éric Denécé dans une interview à La Tribune[source secondaire souhaitée]. Des thèses jugées « peu consensuelles » par le journaliste Défense et International de Challenges.
En juin 2011, il publie avec Yves Bonnet un rapport sur la Libye pendant la première guerre civile libyenne, estimant que « les Occidentaux sont trop indulgents avec le Conseil national de transition » qui mène la rébellion contre la dictature de Mouammar Kadhafi. Il voit un « risque islamiste » chez les rebelles. Ce rapport est repris par la presse française à la suite de l'AFP. Le journaliste Quentin Girard dans Libération estime alors que « ce qui surprend dans ce rapport est son grand écart avec les analyses de l'Otan ou des médias sur le terrain. […] On a parfois l’impression que tout est fait pour décrédibiliser la rébellion. » Éric Denécé explique alors « qu'ils ne sont pas du tout pour Kadhafi » et que cette impression serait due « à la désinformation pratiquée par les médias ».
En 2012, il coécrit un rapport sur la Syrie intitulé « Syrie : une libanisation fabriquée ». Le chercheur et ancien diplomate en Syrie Wladimir Glasman estime alors, sur son blog, que le rapport est « partiel, partial et "fabriqué" », comportant « erreurs et falsifications », et qu'il « embouche les trompettes du régime syrien » lorsqu'il dénonce des opérations de « désinformation » de la chaîne Al Jazeera. Quatre ans plus tard, en décembre 2016, sur la chaîne LCI, Éric Denécé déclare au sujet d'Alep qu'une « falsification de l'information qui est énorme » tend à minimiser la culpabilité des djihadistes et à exagérer les responsabilités de Bachar el-Assad (dont il dit cependant ne pas vouloir se faire le défenseur). Il affirme également que la Syrie « n’est pas à feu et à sang ». Ses propos ont lieu au moment où Alep est « sous les bombardements indiscriminés des forces russes et syriennes », et sont repris dans le « blog pro-Kremlin » d'Olivier Berruyer, Les Crises,.
En mai 2014, il cosigne, avec Chérif Amir, auteur d'un livre intitulé Histoire secrète des Frères musulmans, une tribune dans Le Monde concernant l'élection présidentielle égyptienne, qu'il qualifie d'« expérience démocratique ». Le journaliste Alain Gresh, sur son blog, affirme que le scrutin est entaché de faits de torture à grande échelle et d'arrestations de Frères musulmans. Il s'appuie sur les rapports de l'ONG Human Rights Watch. Aussi, selon Alain Gresh, l'affirmation d'un soutien officiel des Frères musulmans au candidat Hamdine Sabahi — opposé à Abdel Fattah al-Sissi — serait « risible et [ferait] partie de la campagne de désinformation du régime,[source insuffisante]. »

### Affaire Alstom (2014)
À partir du mois de mai 2014, Éric Denécé critique dans la presse le rachat de la branche énergie de la société Alstom par l'américain General Electric. Selon le spécialiste en intelligence économique, le rachat de cette société « stratégique » poserait des risques pour la sécurité et l'indépendance nationale française,,,, et notamment dans la filière nucléaire, pour les centrales nucléaires, les turbines de sous-marins et des navires de surface tels que le porte-avion Charles de Gaulle. Il y voit une « vraie trahison des élites françaises » et publie également par son think tank avec Leslie Varenne, un rapport sur le sujet fin 2014. Les deux auteurs du rapport sont à ce titre auditionnés dans le cadre de la mission d'information sur l'extraterritorialité de la législation américaine par la commission des Affaires étrangères et la commission des Finances, le 3 février 2016.

### Engagement en faveur de l'Arménie (2020)
En 2020, Éric Denécé cosigne, dans Le Figaro, « L'appel des artistes français en faveur de l'Arménie et de l'Artsakh »[source secondaire souhaitée]. En 2022, il cosigne la tribune « Refaire nation avec les Arméniens » dans L'Humanité[source secondaire souhaitée].

### Guerre en Ukraine
Éric Denécé participe régulièrement à des colloques et événements avec le Dialogue franco-russe, lobby pro-Kremlin dirigé par Thierry Mariani,,,. En 2015, il effectue également un voyage en Crimée, péninsule ukrainienne annexée illégalement par la Russie l'année précédente, et défend son rattachement à la Russie. Il est également proche de Caroline Galactéros et son cercle de réflexion Geopragma, appartenant à la sphère russophile.

En février 2022, quelques jours avant le début de l'invasion de l'Ukraine par la Russie, il affirme que des « spin doctors américains » mettent « en scène une menace et une agression russe qui n'existent pas. » En mars 2022, il accuse le gouvernement de Volodymyr Zelensky en Ukraine d'avoir « provoqué la situation dans laquelle se trouve la population ukrainienne », et d'avoir une responsabilité « au moins aussi importante que celle des Russes » dans la guerre. Interrogé par Challenges sur le sujet, Denécé répond en avril 2022 : 

« J'assume de dire que nous ne crions pas avec les loups, car quand on regarde l'histoire, il est évident que l'on a poussé les Russes dans un piège. »

 En juin 2022, il admet que la Russie est « l'agresseur » mais affirme que les responsabilités sont partagées et que l'Ukraine et ses partenaires sont à l'origine du conflit.
Le magazine Challenges analyse ces propos comme pro-russes, et l'hebdomadaire satirique Le Canard enchaîné le qualifie d'« idiot utile de Poutine », tandis que France Info affirme qu'il véhicule un « discours à sens unique très pro-russe » et propage des désinformations russes. Pour le magazine Politis, il est « réputé pro-Poutine et proche de l’extrême droite. » L'Express cite un de ses amis qui le dit « proche des Russes » et en contact avec un ancien agent du KGB.
Le spécialiste en géopolitique Bruno Tertrais, directeur adjoint de la Fondation pour la recherche stratégique accuse Éric Denécé et son organisme de n'être qu'une « officine utilisant les éléments de langage du Kremlin ». Le Conseil national de sécurité et de défense ukrainien le désigne en 2022 comme « auteur promouvant des récits conformes à la propagande russe », aux côtés d'autres membres ou auteurs associés au CF2R (Olivier Dujardin et Jacques Baud) et de 77 autres personnalités de 21 pays[réf. nécessaire]. La page en question est retirée du site internet en août 2022. Une intervention de Denécé est relayée sur Twitter par l'ambassade de Russie en France, peu après qu'il a déclaré sur le plateau de CNews « que le président ukrainien Volodymyr Zelensky devrait s’excuser pour avoir provoqué la guerre en Ukraine,. »
Ce positionnement d'Éric Denécé envers la Russie amène Christophe Gomart, ex-directeur du renseignement militaire, à quitter le comité stratégique du CF2R en avril 2022, en déclarant : « Je ne cautionne absolument pas ce positionnement […]. Dans cette guerre, il y a un agresseur et un agressé. Je ne vais pas prendre la défense de l'agresseur et soutenir Poutine. » En février 2023, un autre membre, Pierre Lellouche, ancien secrétaire d'État chargé des Affaires européennes, qui par ailleurs tient un discours favorable à l'abandon de l'Ukraine, démissionne néanmoins du CF2R car il refuse d'être assimilé aux prises de position sur le massacre de Boutcha d'Éric Denécé, qui met en doute la responsabilité russe et évoque un montage.
Éric Denécé maintient ses propos sur le massacre de Boutcha en février 2023 lors d'une interview à France Info. Le média affirme que lorsque des Ukrainiens ont été tués avec une balle dans la nuque et qu'il n'existe aucune preuve que ce soit la Russie ou un montage, dire que cela est peut-être un montage est « virer un peu dans le complotisme ». Éric Denécé rétorque que ce n'est pas du complotisme mais une analyse des faits, que lorsqu'un crime a lieu il faut regarder l'enquête, que rien ne distingue une balle russe d'une balle ukrainienne, et que les enquêtes des gendarmes de l'institut de recherche criminelle sur les charniers à Boutcha n'ont apporté « aucun élément ». France Info répond que des enquêtes minutieuses des médias « permettent d'affirmer que ce sont des militaires russes qui ont massacré » des civils ukrainiens à Boutcha et qu'Éric Denécé propage là de la désinformation russe.

### Proximité avec les milieux d'extrême droite et complotistes
En 2022, Conspiracy Watch et Le Canard enchaîné soulignent également la proximité d'Éric Denécé avec les milieux d'extrême droite et son succès auprès de la sphère complotiste.
Conspiracy Watch écrit ainsi : 

« Fondateur d’un think tank  remarqué pour son tropisme pro-Kremlin, l’ancien officier de renseignement fait le bonheur de la complosphère qui veut voir une manipulation médiatique derrière la guerre en Ukraine. […] La complosphère et l’extrême droite n’ont […] pas attendu l’invasion de l’Ukraine pour faire d’Éric Denécé un de ses porte-voix favoris. »

Pour Conspiracy Watch, cela est par exemple illustré par le fait qu'Éric Denécé est cité une vingtaine de fois, en quinze ans, par le site d'Alain Soral,.
Dans un droit de réponse au magazine Challenges, Éric Denécé affirme n'avoir aucun lien, « ni avec le Rassemblement national, ni avec la DGSE, ni avec une quelconque puissance étrangère. » L'Express révèle son rapprochement avec Nicolas Dupont-Aignan, dont il devient le conseiller diplomatique à partir de 2023, en vue de l'élection présidentielle de 2027.

## Ouvrages
- Renseignement et espionnage pendant la Première Guerre mondiale (dir.), préf. Alain Juillet, Paris, Ellipses, 576 p., 2023  (ISBN 978-2340080577)
- Haut-Karabakh : le Livre noir (dir.), Ellipses, Paris, 2022
- La Géopolitique au défi de l'islamisme (dir.), Ellipses, Paris, 2022, préface de Pierre Lellouche
- Renseignement et espionnage du Premier Empire à l'affaire Dreyfus (dir.), Ellipses, Paris, 2021, préface du général Michel Masson[77]
- La Nouvelle Guerre secrète : unités militaires clandestines et opérations spéciales, ouvrage rédigé en collaboration avec Alain-Pierre Laclotte, Mareuil éditions, Paris, 2021
- Renseignement et espionnage de la Renaissance à la Révolution (dir.), Ellipses, Paris, 2021, préface d'Yves Bonnet[78]
- Le Renseignement au service de la démocratie, ouvrage rédigé en collaboration avec Jean-Marie Cotteret, Fauves éditions, Paris, 2019
- La Menace mondiale de l'idéologie wahhabite (dir.), VA éditions, Paris, 2017
- Écoterrorisme ! Altermondialisme, écologie, animalisme : de la contestation à la violence, ouvrage rédigé en collaboration avec Jamil Abou Assi, Tallandier, Paris, 2016
- Les Services secrets israéliens : Mossad, Aman, Shin Beth, ouvrage rédigé en collaboration avec David Elkaïm, Tallandier, Paris, 2014
- L'Espionnage en 365 citations, Le Chêne, Paris, 2013
- La Face cachée des « révolutions » arabes, (dir.), Ellipses, Paris, 2012
- Les services secrets français sont-ils nuls ?, Ellipses, Paris, 2012, préface de Michel Rocard
- Commandos et forces spéciales, Ouest-France éditions, Rennes, 2011
- Les Services secrets au Moyen Âge, ouvrage rédigé en collaboration avec Jean Deuve, Ouest France éditions, Rennes, 2011
- Dico-Atlas des conflits et des menaces, ouvrage rédigé en collaboration avec Frédérique Poulot, Belin, Paris, 2010
- Histoire mondiale de l'espionnage, ouvrage rédigé en collaboration avec Gérald Arboit, Ouest France éditions, Rennes, 2010
- Renseignement, médias et démocratie (dir.), Ellipses, Paris, 2009
- Mission : agent secret (Les techniques de l'espionnage expliquées aux enfants), ouvrage rédigé en collaboration avec Sophie Merveilleux du Vignaux, coll. « Graine de savant », Milan Jeunesse, Toulouse, 2009
- Les Services secrets, coll. « Tout comprendre », EPA éditions, Paris, 2008
- Renseignement et contre-espionnage, coll. « Toutes les clés », Hachette pratique, Paris, 2008 Prix Akropolis 2009 de l'Institut des hautes études de sécurité intérieure[79].
- Histoire secrète des forces spéciales (de 1939 à nos jours), Nouveau monde, Paris, 2007 (traduit en polonais et en portugais[80],[81])
- Tourisme et terrorisme. Des vacances de rêve aux voyages à risque, ouvrage rédigé en collaboration avec Sabine Meyer, Ellipses, Paris, 2006
- L'Autre Guerre des États-Unis. Économie : les secrets d'une machine de conquête, ouvrage rédigé en collaboration avec Claude Revel, Robert Laffont, Paris, 2005
- Al-Qaeda : les nouveaux réseaux de la terreur (dir.), Ellipses, coll. « Géopolitique », Paris, 2004
- Les Secrets de la guerre économique, ouvrage rédigé en collaboration avec Ali Laïdi, Seuil, Paris, 2004
- Forces spéciales, l'avenir de la guerre, coll. « L’art de la guerre », éditions du Rocher, Paris, 2002
- Guerre secrète contre Al-Qaeda (dir.), Ellipses, coll. « Géopolitique », Paris, 2002
- Le Nouveau Contexte des échanges et ses règles cachées. Information, stratégie et guerre économique, L'Harmattan, Paris, 2001, préface du préfet Bernard Gérard[78]
- Géostratégie de la mer de Chine méridionale et des bassins maritimes adjacents, L'Harmattan, coll. « Recherches asiatiques », Paris, 1999, préface d'Hervé Coutau-Bégarie

## Récompenses et distinctions
- Prix 1996 de la Fondation pour les études de défense (FED)
- Prix Akropolis 2009 (Institut des hautes études de sécurité intérieure/IHESI)[82],[83].